# Igor Ledeahov
Igor Ledeahov (n. 22 mai 1968) este un fost fotbalist rus.

## Statistici
| Uniunea Sovietică | Uniunea Sovietică | Uniunea Sovietică |
| An                | Meciuri           | Goluri            |
| ----------------- | ----------------- | ----------------- |
| 1992              | 7                 | 1                 |
| Total             | 7                 | 1                 |
| Rusia             |                   |                   |
| An                | Meciuri           | Goluri            |
| 1992              | 2                 | 0                 |
| 1993              | 5                 | 0                 |
| 1994              | 1                 | 0                 |
| Total             | 8                 | 0                 |